# Жовтовик тонкодзьобий
Жовтови́к тонкодзьобий (Calamonastides gracilirostris) — вид горобцеподібних птахів родини очеретянкових (Acrocephalidae). Мешкає в регіоні Африканських Великих Озер. Раніше цей вид відносили до роду Жовтовик (Chloropeta), однак за результатами молекулярно-генетичного дослідження, яке показало поліфілітичність цього роду, тонкодзьобий жовтовик був переведений до відновленого монотипового роду Calamonastides.

## Опис
Довжина птаха становить 14 см. Верхня частина тіла оливково-коричнева або рудувато-коричнева, хвіст рудувато-коричневий. Нижня частина тіла жовта, груди і боки мають оливково-зелений відтінок. Спів — мелодійні, м'які трелі.

## Підвиди
Виділяють два підвиди:
- C. g. gracilirostris (Ogilvie-Grant, 1906) — схід ДР Конго, Уганда, Руанді, Бурунді, Танзанія, західна Кенія;
- C. g. bensoni (Amadon, 1954) — південний схід ДР Конго і північний захід замбії (гирло річки Луапула[en] і південний берег озера Мверу).

Деякі дослідники вилідяють підвид C. g. bensoni у окремий вид Calamonastides bensoni.

## Поширення і екологія
Тонкодзьобі жовтовики мешкають в Демократичній Республіці Конго, Уганді, Руанді, Бурунді, Кенії, Танзанії і Замбії. Вони живуть на болотах, в заростях папірусу. Зустрічаються поодинці або парами, на висоті від 900 до 2500 м над рівнем моря. Живляться комахами. Представники номінативного підвиду гніздяться з квітня по червень.

## Збереження
МСОП класифікує цей вид як вразливий. Тонкодзьобим жовтовикам загрожує знищення природного середовища.